# Garcinia macrophylla
Garcinia macrophylla là một loài thực vật có hoa trong họ Bứa. Loài này được Mart. mô tả khoa học đầu tiên năm 1841.

## Hình ảnh

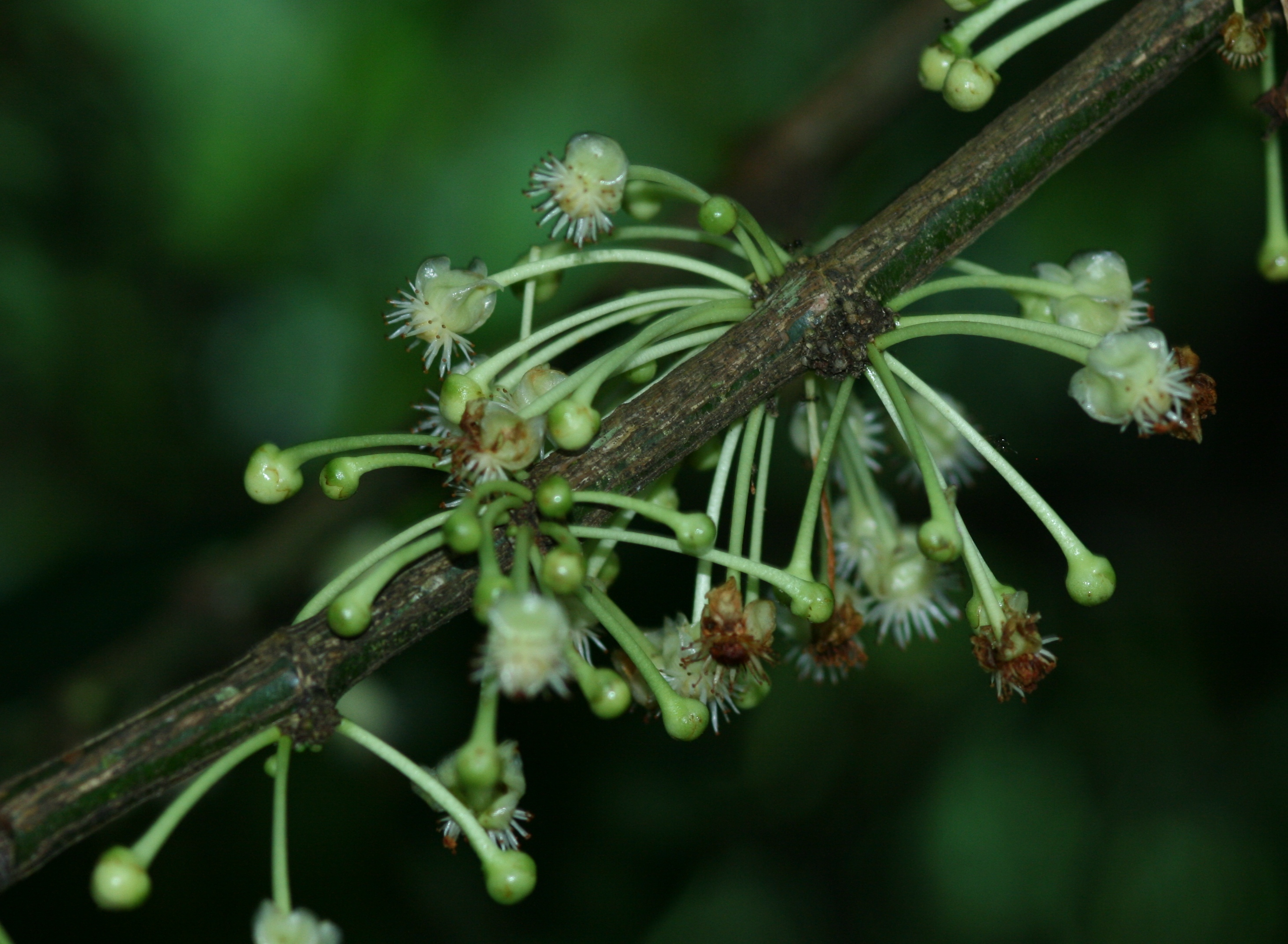
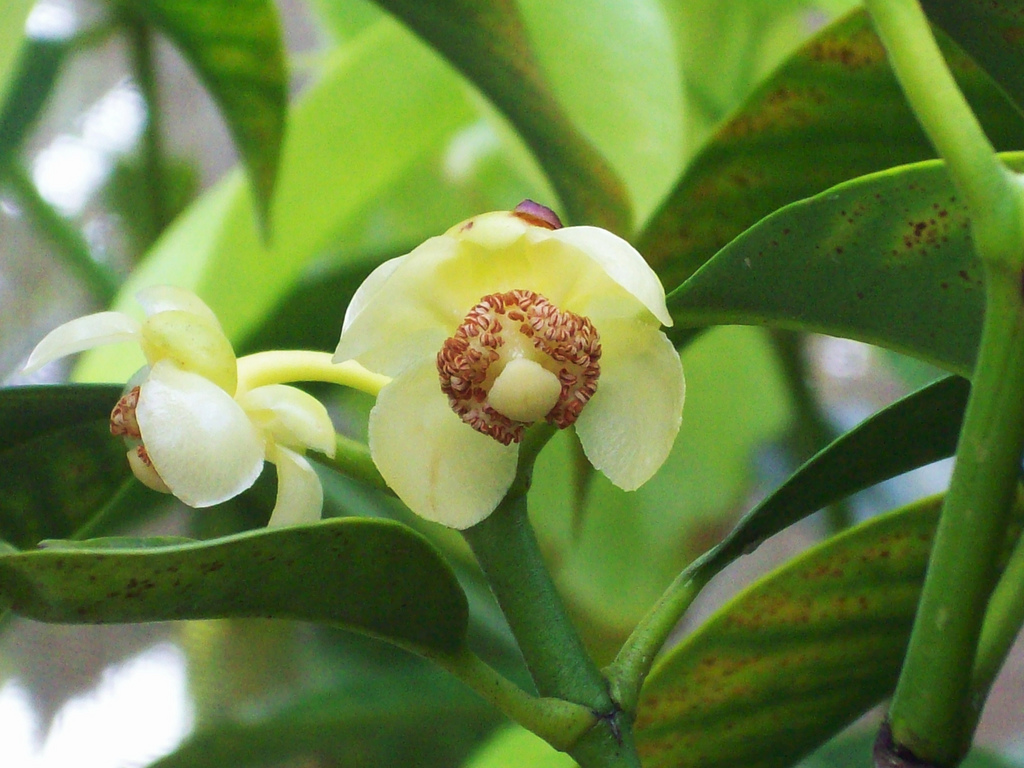